# San Andrés de Giles
San Andrés de Giles es una localidad argentina ubicada en el norte de la provincia de Buenos Aires, a orillas del arroyo de San Andrés de Giles. Es la cabecera del partido de San Andrés de Giles. Esta ciudad se encuentra a 90 km de su acceso más cercano (el acceso oeste) a la Ciudad Autónoma de Buenos Aires y a 108 km del centro de la capital argentina.

## Historia
El origen del pueblo se remonta a un precario oratorio construido por orden del padre Vicente Piñero, cura vicario de San Antonio de Areco, en terrenos donados en 1793 por Francisco de Suero y Giles. El mojón de la mensura del terreno donado, se ubicó en la intersección de la margen derecha del arroyo de Giles con la actual calle Saavedra y es considerado hoy en día un lugar histórico. En dicho oratorio se realizó la primera misa a cargo del Padre Vicente Piñero, el 30 de noviembre de 1806. Esta fecha es considerada la fecha fundacional del pueblo. En el altar del oratorio se ubicó a San Andrés Apóstol como patrono, siendo éste luego el patrono del pueblo. Luego de esto, el párroco puso en venta los terrenos circundantes al oratorio a fin de que los campesinos interesados en poblar el nuevo asentamiento pudieran edificar sus viviendas. En el año 1830 el oratorio es ascendido a la categoría de Parroquia y en 1832 se crea el Partido de San Andrés de Giles. 
Durante la segunda mitad del siglo XIX y principios del XX, la historia del pueblo está marcada por el continuo arribo de inmigrantes, principalmente italianos, españoles, irlandeses y franceses, que se asentaron tanto en la localidad como en sus adyacencias rurales. El 24 de mayo de 1889 se produce la llegada del ferrocarril a través de un decreto provisorio que autorizó a ampliar el servicio regular entre el empalme Lacroze en el kilómetro 60 y el pueblo de San Andrés de Giles. Con la llegada del ferrocarril se evidenció, como en el resto de los pueblos del interior de la provincia, un gran crecimiento económico y demográfico. El 16 de diciembre de 1937, San Andrés de Giles es declarada ciudad.

## Geografía
Se puede acceder a San Andrés de Giles por las rutas Ruta nacional 7, la Ruta Nacional 8, la Ruta Nacional 193 y la Ruta provincial 41.

## Población

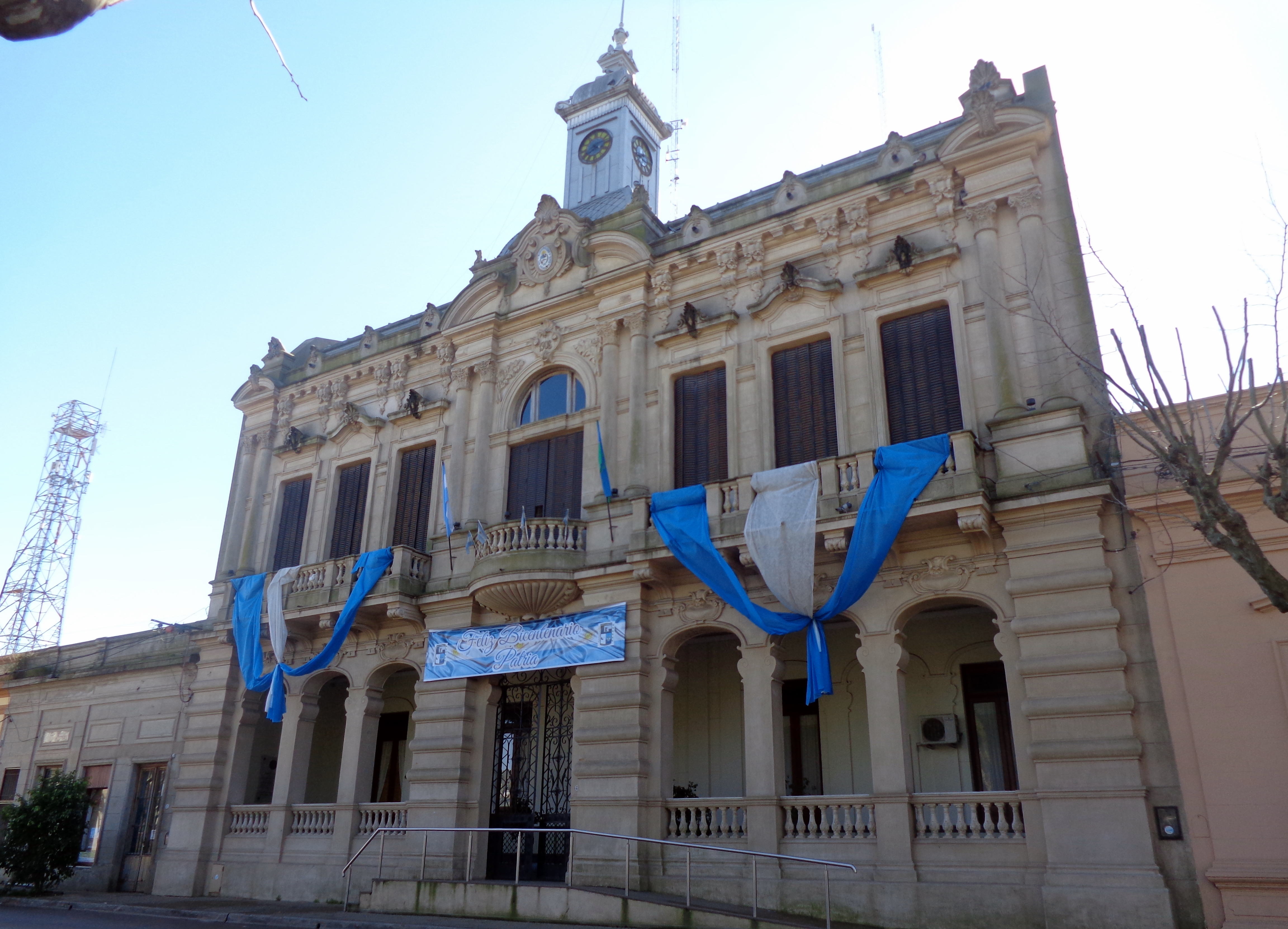
Municipalidad sobre la calle Moreno.

Cuenta con 16,243 habitantes (Indec, 2010), lo que representa un incremento del 16% frente a los 13,941 habitantes (Indec, 2001) del censo anterior.
| Gráfica de evolución demográfica de San Andrés de Giles entre 1960 y 2010 |
|                                                                           |
| Fuentes: INDEC                                                            |

## Actividad económica
El principal medio de producción se basa en la agricultura y ganadería y tiene presencia de algunas industrias especializadas en los alimentos. Es de destacar la presencia de una importante papelera y de la industria de procesamiento de porcinos.
San Andrés de Giles, es el quinto partido en cría de cerdos de la provincia de Buenos Aires, existen dos frigoríficos de cerdo, uno de ellos, el segundo faenador del país, el otro una importante empresa familiar.

## Educación
La educación en San Andrés de Giles abarca los grados de maternal, inicial, primaria, secundaria y educación superior (profesorado en enseñanza primaria, lengua y literatura, ciencias naturales e historia). Cuenta con tres instituciones privadas y gran cantidad de instituciones públicas, tanto en zonas urbanas como rurales.
Posee el Centro de Formación Profesional n° 401, el único en el distrito, dependiente de la Dirección de Formación Profesional de la Provincia de Buenos Aires. Este CFP se encuentra en Alsina 975 y está dedicado a la formación en oficios para la comunidad, es público y gratuito.
En el nivel superior se pueden cursar cuatro profesorados: Lengua y Literatura, Biología, Historia y Educación Primaria en el I.S.F.D. nro. 142. A su vez la institución funciona como nivel inicial, primaria y secundaria (Escuela de Educación Media N.º 2). Si bien la ciudad no cuenta con Universidad Nacional, la más cercana es la Universidad Nacional de San Antonio de Areco, y, a nivel local está en funcionamiento un instituto de nivel terciario (ISFTGSM) donde se dictan tecnicaturas y licenciaturas (ya que es sede extensión de la Universidad Tecnológica Nacional).

## Personalidades
- Héctor José Cámpora (1909 - 1980), nacido en Mercedes, Provincia de Buenos Aires, el 26 de marzo de 1909, se radicó en esta ciudad en 1934, odontólogo y político, se desempeñó como presidente de la Cámara de Diputados entre 1946 y 1955, y como Presidente de la Nación entre el 25 de mayo y el 13 de julio de 1973. Murió exiliado en México en 1980, sus restos fueron repatriados en 1991 y actualmente descansan en la necrópolis local.
- Antonio Quarracino, (1923-1998) Cardenal Primado de la República Argentina, nacido en Pollica, Italia, inmigró con su familia a la edad de cuatro años, radicándose ella en el pueblo. En 1934 ingresó al Seminario Mayor, fue designado primer obispo de la diócesis de 9 de Julio y luego obispo de Avellaneda, La Plata y Buenos Aires. Gracias a su intervención directa, el papa Juan Pablo II nombró obispo a Mons Jorge Bergoglio, luego elegido papa en 2013.
- Zenobio Guilland, primer arzobispo de Paraná (1935-1962).
- Aldo Hugo Nascimbene: intendente de San Andrés de Giles durante 4 mandatos consecutivos hasta el 2001.
- Alejandro Vignati: nacido y criado en Giles, fue periodista, escritor, autor de numerosas obras de ciencia ficción e investigador del fenómeno ovni. Falleció en Venezuela.
- Secundino Néstor García: profesor universitario, historiador, autor de la Historia de San Andrés de Giles y de numerosa bibliografía referida a la historia local, entre la que se cuentan: "La otra historia", "Efemérides gilenses" en colaboración con Graciela Léon y Héctor Terrén, "Monumentos y nomenclatura de las calles de San Andrés de Giles", y otros.
- Dardo Sebastián Dorronzoro: escritor, poeta y herrero nacido en San Andrés de Giles en 1913. Autor de numerosas obras literarias, recibió el Premio Emecé (1964) por su novela "La nave encabritada". Fue secuestrado por un grupo de tareas de las Fuerzas Armadas el 25 de junio de 1976 en Luján y continúa desaparecido.
- Graciela María León: maestra, poeta, escritora, autora de varios trabajos literarios y de historia gilense. Ha presentado distintos espectáculos artísticos de temática histórica y evocadora.
- Orlando Ramón Agosti (1924-1997), dictador, miembro de la Fuerza Aérea como comandante en jefe.
- Héctor Raúl Terrén: abogado, investigador histórico, autor de varios trabajos relacionados con la historia del partido de San Andrés de Giles, entre ellos "De postas, caminos y pulperías", "La posta de Figueroa, un lugar histórico de trascendencia nacional", "Nomenclatura de las calles de San Andrés de Giles, conjuntamente con el profesor Secundino García, y otros referidos a la localidad de Azcuénaga, ubicada en este distrito.
- Rodolfo P. Fabrizzi. En sus principios, dedicado a la electricidad, fue quien tuvo a cargo la tarea de llevar energía eléctrica a una vasta mayoría de parajes y puestos de campo en el distrito, llegando a hacerlo incluso sin percibir pago alguno para la localidad de Azcuénaga, lugar en el que vivió durante su infancia.
- Marcelo Pontiroli, arquero de fútbol, que se desempeñó en equipos de Primera y Segunda División tales como Deportivo Español, Independiente, Argentinos Juniors, Belgrano de Córdoba, Lanús, Varzim Sport Club y Quilmes.
- Adrian José Maggi, nacido en San Andrés de Giles el 18 de julio de 1969, es decidor y cantor del género surero. Se destaca además como autor y compositor, contando con más de 150 obras de su autoría. Ha obtenido numerosos premios, y realizó giras por el país y el exterior. Actualmente se presenta en radios y programas de televisión de todo el país, y en los festivales folklóricos más importantes.
- Vicente Cutillas (1795-1891) español radicado en la zona y propulsor del progreso de Giles. Sus memorias sirvieron para documentar los primeros años de la ciudad.[11] Fue juez de paz municipal y presidente de la Comisión de solares. Es tenido por el primer fomentista de la Provincia de Buenos Aires. Lleva su nombre la plaza proyectada por el ingeniero-arquitecto Carlos Cucullu.[12]
- Isidro Oreste Lucini. Periodista, cofundador del periódico La Libertad, creado el 4 de noviembre de 1945.

## Actividades culturales

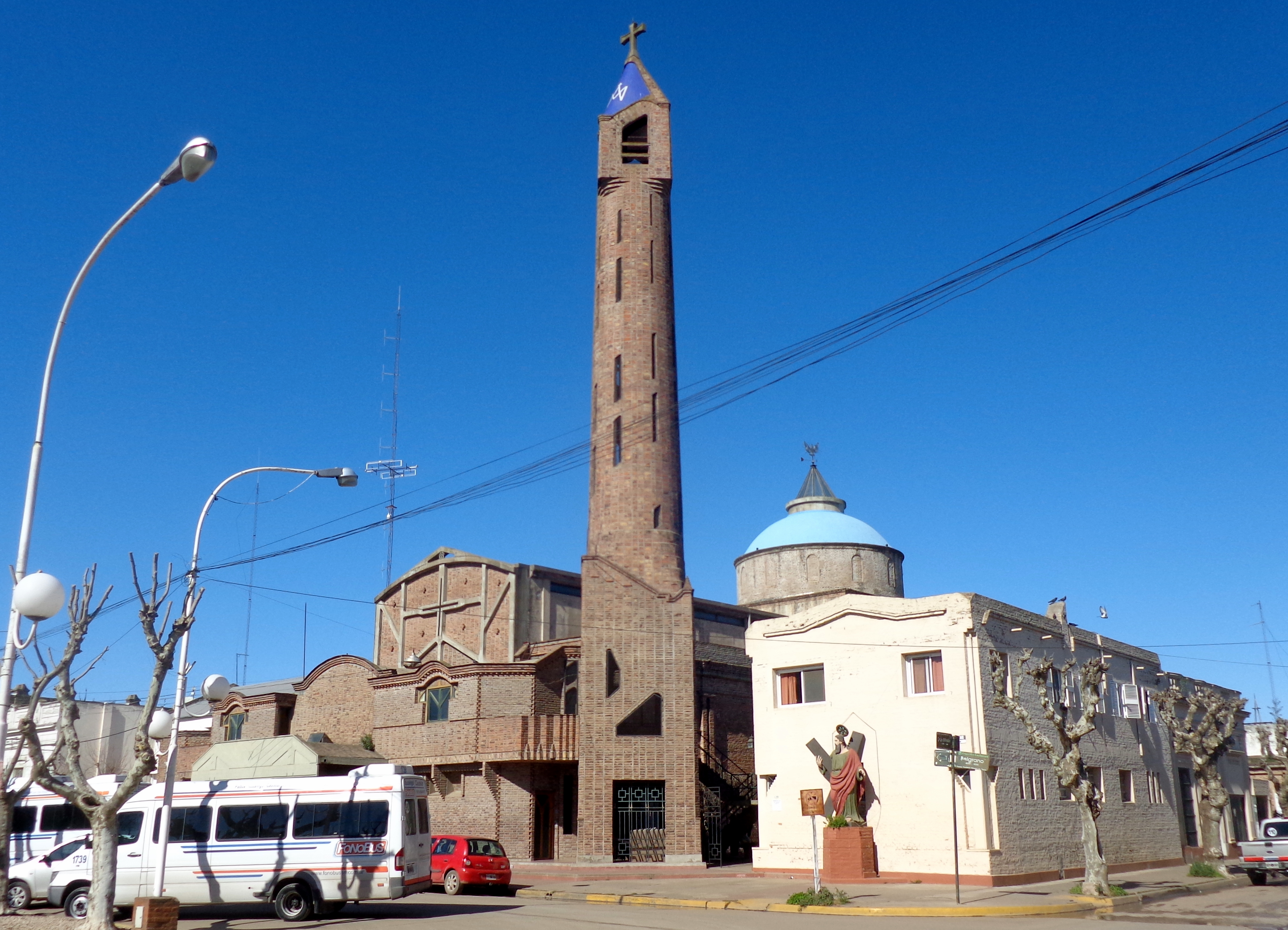
Parroquia San Andrés Apóstol

Cada año se realizan los corsos organizados desde hace cuatro años por los bomberos voluntarios, aproximadamente en el mes de febrero. Los corsos gilenses incluyen desfiles de carrozas y demás móviles ornamentados. Es muy característico ver “mascaritas”, gente disfrazada con ropas harapientas y la cara tapada que divierten a los espectadores con sus gritos y movimientos. Suelen convocar a mucha gente pero a pocas carrozas. No siempre fue así, gente del pueblo recuerda los corsos de años anteriores en los que las carrozas embellecían las calles gilenses.

### Acciones culturales continuas
- Feria de artesanos y emprendedores familiares de San Andrés de Giles. Conjuntamente con el CEPT n.º 2 (Centro educativo de para la producción total) , la Secretaría de Cultura organiza una feria adornada con artistas locales y zonales, estableciendo de este modo, en la Plaza principal de nuestra ciudad, un lugar de encuentro y participación colectiva).
- Ciclo de conciertos. Revalorizando la “Acústica” de nuestro teatro, se producen conciertos de alta calidad musical. Compositores e intérpretes, locales, nacionales e internacionales, ofrecen su arte en un marco adecuado de concierto.
- Festivales con artistas de nuestra localidad. Es posible organizar festivales con un gran caudal de público a través de la difusión y puesta de manifestaciones locales: músicos, bailarines, murgas, humoristas, participan de una gran fiesta de dos noches en el Parque Municipal.
- Nuestra gente y el arte: “Todos tenemos un poco de arte”.
- Exposiciones pictóricas y concursos literarios.
- El festival de las Estaciones del año.
- Música y poesía por las Capillas de mi Pueblo. La Secretaría lleva la música a las localidades y a los barrios, donde los vecinos se adueñan de dicha propuesta y se generan espacios de expresión para artistas de esas localidades y barrios.
- Talleres municipales gratuitos en Barrios y Localidades. La cultura está en los barrios, la actividad docente acompaña y organiza dinámicas para aflorar el latido cultural que ya ahí existe.
- Fiestas patronales de Pueblos y Parajes. Se asiste a las localidades y parajes con artistas de renombre nacional, con una fuerte propuesta folklórica.
- Articulación con áreas de Salud, Acción Social y Producción. Sobre la idea de que la diversidad es una forma de enriquecimiento, es por ello que se trabaja de manera conjunta entre secretarias, en todas las franjas sociales del partido, promoviendo una “Cultura Social”.

- Camino de las Capillas, recorrido de 120 km que enlaza 7 capillas y el templo parroquial al modo del Camino de Santiago, desarrollado por el grupo scout.

## Gobierno
La sede del Palacio Municipal, Municipalidad o Intendencia se encuentra en Moreno 338.
Está formado por el Ejecutivo que es un intendente, la Secretaría de Gobierno, Planeamiento y Control de Gestión, la Secretaría de Economía y Finanzas, la Secretaría de Salud, la Secretaría de Cultura, Educación y Turismo, la Secretaría de Obras y Servicios Públicos, la Secretaría de Producción y Medio Ambiente, la Secretaría de Desarrollo Humano y Acción Social, el Juzgado de Faltas, la Asesoría Letrada, Legal y Técnica y el Honorable Concejo Deliberante de San Andrés de Giles.

## Parroquias de la Iglesia católica en San Andrés de Giles
| Arquidiócesis | Mercedes-Luján     |
| ------------- | ------------------ |
| Parroquia     | San Andrés Apóstol |